# Liberté Linux
Liberté Linux — легковесный дистрибутив Linux, созданный для безопасной анонимной работы в интернете, базирующийся на Hardened Gentoo. Предоставляет возможность скрывать местоположение пользователя, общаясь с другими пользователями. Все интернет-соединения с помощью фаервола iptables проходят через цепочку узлов сети Tor, благодаря чему обеспечивается анонимность. Предназначен для использования в виде LiveCD или LiveUSB, поэтому пользователю не требуется выполнять самостоятельной настройки. Большая часть файловой системы доступна лишь в режиме чтения. Образ компактный и составляет около 250 Мбайт. При первой загрузке создает зашифрованный раздел LUKS, известный также как OTFE, размер которого будет динамически увеличиваться. Liberté не содержит Portage, GCC, Perl или Python.
С 2012 года проект не развивается, выпуск актуальных сборок прекращён с сентября 2012 года.
Основной задачей дистрибутива является обеспечение скрытого канала связи с другими людьми во враждебной окружающей среде.

## Свойства
Быстро устанавливается как обычный каталог на USB / CD носитель, занимая малое количество пространства (около 250 Мбайт) и не повреждает структуру других файлов, присутствующих на носителе. Вся система уже предварительно настроена: единственное действие, где требуется пользовательский ввод, — это при первой загрузке для создания пароля зашифрованного хранилища.
Поставляется с ядром Hardened Gentoo, которое включает в себя все актуальные патчи безопасности — радикальное улучшение сопротивляемости различным эксплойтам.
Все постоянные изменения хранятся в безопасном LUKS / OTFE разделе, к которому можно получить доступ в том числе из другой операционной системы. Это также включает в себя параметры приложений, которые архивируются при выключении, а также любые документы, хранящиеся в зашифрованном томе.
Все сетевые мероприятия, такие как просмотр сайтов и общение в чате автоматически анонимизированы. После того, как система получает сетевой адрес, передаётся только внешний трафик, который будет находиться в зашифрованном виде, благодаря использованию Tor. Иной трафик не передаётся. I2P трафик также направляется через Tor. Кроме того, кроме защищённого браузера, доступен также обычный небезопасный браузер для экспресс-регистрации в открытых Wi-Fi точках доступа.
Кроме зашифрованного тома на загрузочном носителе, дистрибутив не оставляет следов в системе без явного согласия пользователя. Также вся энергонезависимая память полностью стирается при выключении в целях предотвращения атак холодной загрузки.
Отмечается отсутствие документации по расширению и кастомизации дистрибутива, отсутствие комментариев в исходных кодах, проблематичность при добавлении новых необходимых пакетов, проблематичность обновления дистрибутива.

## Система
- Ядро: Hardened Gentoo 3.4.7
- Системные требования: x86 Intel Pentium III c PAE, ≈192 Мбайт ОЗУ, ≈210 Мбайт на загрузочном диске (BIOS или (U-) EFI) или съёмном носителе (USB-флеш, SD-карта и т. д.)
- Настроенный для снижения возможности деанонимизации браузер, обходящий брандмауэр (для регистрации в беспроводных сетях)
- Автоматическое изменение адреса MAC у беспроводных интерфейсов
- Экономия энергии с помощью Laptop Mode Tools
- Расширенная поддержка сетевых и Wi-Fi девайсов
- Хорошая интеграция с VirtualBox, VMware, QEMU
- NetworkManager обеспечивает все распространённые типы соединений, включая PPTP / OpenVPN / Cisco VPN
- Важные пользовательские настройки сохраняются на зашифрованном разделе OTFE до выключения
- Все приложения настроены и готовы к использованию
- Анонимное общение (cables communication) теперь обладает свойствами perfect forward secrecy и repudiability (аналогично OTR)

## Приложения
- LXDE и преимущественное использование легковесных приложений на GTK без GNOME/KDE библиотек
- Выбор языка, настраивается при помощи графического интерфейса: доступны все локали юникода; системная локаль, временная зона и раскладка клавиатуры легко переключаются специальной программой.
- Интерфейс: LXPanel, Openbox, PCManFM / EmelFM2, File Roller, Sakura
- Редакторы текста/картинок: gedit, AbiWord, Gnumeric, Evince (с поддержкой DjVu), FBReader
- Интернет: Epiphany (с HTML5), Claws Mail (со встроенной технологией cables communication), XChat (с SASL), Pidgin (с OTR), gFTP, uGet
- Мультимедиа: GNOME Videos, Audacious Media Player, Geeqie / GPicView, VIPS / nip2, GraphicsMagick, Cdrtools
- Дополнительно: GNU Privacy Assistant, Figaro’s Password Manager 2, Qalculate!